# Erdbeben bei den Samoainseln 2009

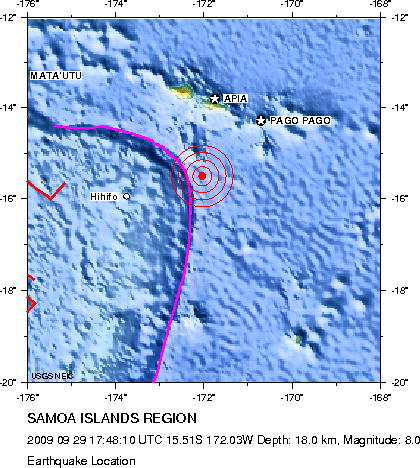
Das Hypozentrum des Erdbebens lag süd-südwestlich von Apia

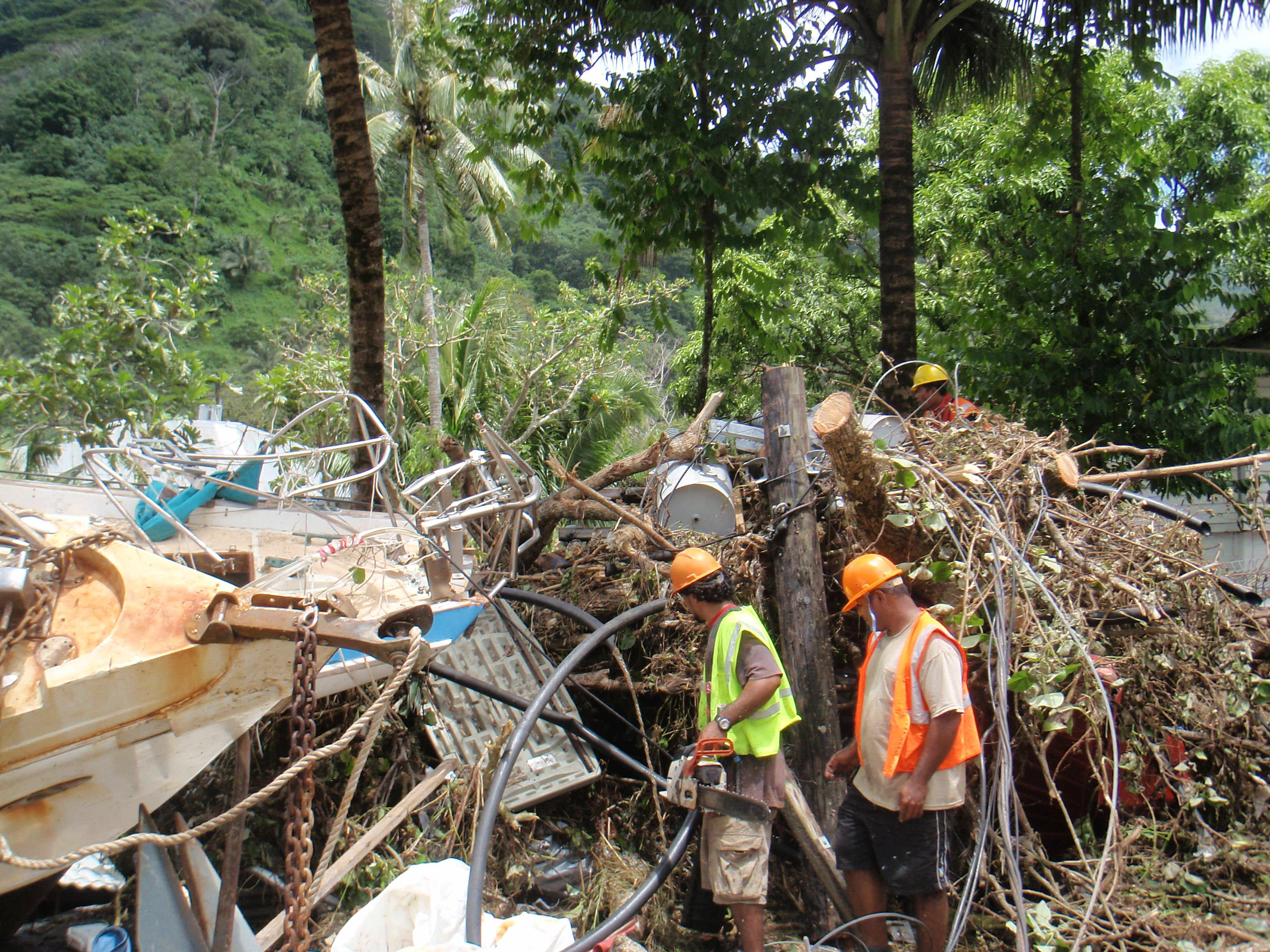
Arbeiter bei Aufräumungsarbeiten nach dem Tsunami

Das Erdbeben bei den Samoainseln war ein schweres Erdbeben am 29. September 2009 um 17:48:10 Uhr UTC (6:48:10 Uhr Ortszeit). Die Stärke des Erdbebens erreichte nach den Angaben des United States Geological Survey eine Momenten-Magnitude von 8,1 Mw. Das Hypozentrum des untermeerischen Bebens lag in 18 km Tiefe, etwa 190 Kilometer südsüdwestlich der Insel Upolu (Samoa) und rund 180 km südwestlich der Insel Tutuila (Amerikanisch-Samoa). Die Erschütterung löste einen Tsunami aus, der in der Region der Samoainseln schwere Schäden verursachte.
Im südöstlichen Gebiet des Inselstaats Samoa wurden einige besonders niedrig gelegene Dörfer zerstört. Die vier Tsunamiwellen, welche auch die rund 80 Kilometer weiter östlich gelegenen Inseln von Amerikanisch-Samoa erreichten, waren zwischen 4 und 6 Meter hoch und gelangten etwa 1,5 Kilometer ins Landesinnere. US-Präsident Barack Obama erklärte die betroffenen, in Amerikanisch-Samoa gelegenen, Inseln zum Katastrophengebiet. Besonders betroffen waren die Hauptinsel Tutuila und ihre Hauptstadt Pago Pago.

## Tsunami
Bereits um 18:04 Uhr UTC hatte das Pacific Tsunami Warning Center eine Tsunamiwarnung für Amerikanisch-Samoa, Samoa, Niue, Wallis und Futuna, Tokelau, die Cookinseln, Tonga, Tuvalu, Kiribati, Kermadecinseln, Fidschi, Howlandinsel, Bakerinsel, Jarvis Island, Neuseeland, Französisch-Polynesien und das Palmyra-Atoll ausgegeben. Für eine Reihe weiterer Gebiete wurde eine Bereitschaft ausgerufen. Für viele Bewohner Samoas und Amerikanisch-Samoas kam die Warnung, die per SMS weitergeleitet wurde, zu spät. Ihnen blieb kaum Zeit, höher gelegene Gebiete aufzusuchen.
Der Tsunami erreichte Pago Pago in Amerikanisch-Samoa um 18:25 Uhr mit einer Amplitude von 1,57 m und Apia in Samoa um 18:29 Uhr UTC mit einer Amplitude von 0,70 m.
| Ort                                                  | Koordinaten     | Zeit (UTC) | Amplitude |
| Apia, Samoa                                          | 13,8°S; 171,8°W | 18:29      | 0,70 m    |
| Pago Pago, Amerikanisch-Samoa                        | 14,3°S; 170,7°W | 18:25      | 1,57 m    |
| Rarotonga, Cookinseln                                | 21,2°S; 159,8°O | 19:50      | 0,54 m    |
| Port Vila, Vanuatu                                   | 17,8°S; 168,3°O | 22:39      | 0,18 m    |
| Nawiliwili (Kauai), Hawaii                           | 22,0°N; 159,4°W | 00:15      | 0,20 m    |
| Honolulu (Oʻahu), Hawaii                             | 21,3°N; 157,9°W | 00:31      | 0,16 m    |
| Kahului (Maui), Hawaii                               | 20,9°N; 156,5°W | 01:13      | 0,36 m    |
| Osterinsel, Chile                                    | 27,1°S; 109,3°W | 03:42      | 0,25 m    |
| Shemya, Alaska                                       | 52,7°N; 174,1°O | 04:56      | 0,10 m    |
| Arena Cove, Kalifornien                              | 38,9°N; 123,7°W | 04:59      | 0,33 m    |
| Port Orford, Oregon                                  | 42,7°N; 124,5°W | 05:09      | 0,17 m    |
| Monterey Harbor, Kalifornien                         | 36,6°N; 121,9°W | 05:25      | 0,15 m    |
| Charleston, Oregon                                   | 43,3°N; 124,3°W | 05:28      | 0,13 m    |
| San Francisco, Kalifornien                           | 37,8°N; 122,5°W | 05:29      | 0,08 m    |
| Port San Luis, Kalifornien                           | 35,2°N; 120,8°W | 05:31      | 0,30 m    |
| South Beach, Oregon                                  | 44,6°N; 124,0°W | 05:45      | 0,09 m    |
| Crescent City, Kalifornien                           | 41,7°N; 124,2W  | 06:13      | 0,21 m    |
| Quelle: West Coast and Alaska Tsunami Warning Center |                 |            |           |

## Tektonische Übersicht
Die großräumige Tektonik der Region um Tonga wird durch die Konvergenz der Pazifischen und Australischen Platte bestimmt, wobei die Pazifische Platte nach Westen hin am Tongagraben unter die australische Platte abtaucht. In der Nähe des Erdbebens vom 29. September 2009 bewegt sich die pazifische Platte nach Westen, in Bezug auf das Zentrum der australischen Platte mit einer Geschwindigkeit von etwa 86 mm jährlich. Das Erdbeben ereignete sich nahe dem nördlichen Ende eines 3000 km langen Abschnitts der Grenze beider Platten, die hier in nordnordwestlicher Richtung verläuft, dann aber nach Nordwesten und schließlich nach Westen abknickt. Der östliche Rand der australischen Platte kann somit als eine Sammlung von kleinen Platten oder Mikroplatten betrachtet werden, die sich relativ zueinander bewegen und auch bezüglich der pazifischen Platte und des Zentrums der australischen Platte. Die Plattengrenze zwischen Australien und dem Pazifik ist eine der aktivsten Erdbebenregionen der Welt.
Der USGS schließt aufgrund der verfügbaren Informationen, dass es sich beim Herdvorgang des Erdbebens vom 29. September 2009 um einen Abschiebung an oder in der Nähe der Stelle handelt, wo sich die pazifischen Platte leicht erhebt, bevor sie unter der Australischen Platte abtaucht.

## Schäden
Der Guardian berichtete von 189 Todesopfern durch Erdbeben und Tsunami, davon 31 in Amerikanisch-Samoa, 149 in Samoa und 9 in Tonga.